# Molring
Molring est une commune française située dans le département de la Moselle en région Grand Est.

## Géographie
Avec son nombre d'habitants, c'est la commune la moins peuplée du département de la Moselle.

### Communes limitrophes
| Nébing  |         | Torcheville |
|         | Molring |             |
| Bassing |         | Guinzeling  |

### Hydrographie
La commune est située dans le bassin versant du Rhin au sein du bassin Rhin-Meuse. Elle est drainée par le ruisseau des Roses.
Le ruisseau des Roses, d'une longueur totale de 11,9 km, prend sa source dans la commune de Bassing et se jette  dans la Rode en limite de Munster et de Givrycourt, après avoir traversé six communes.

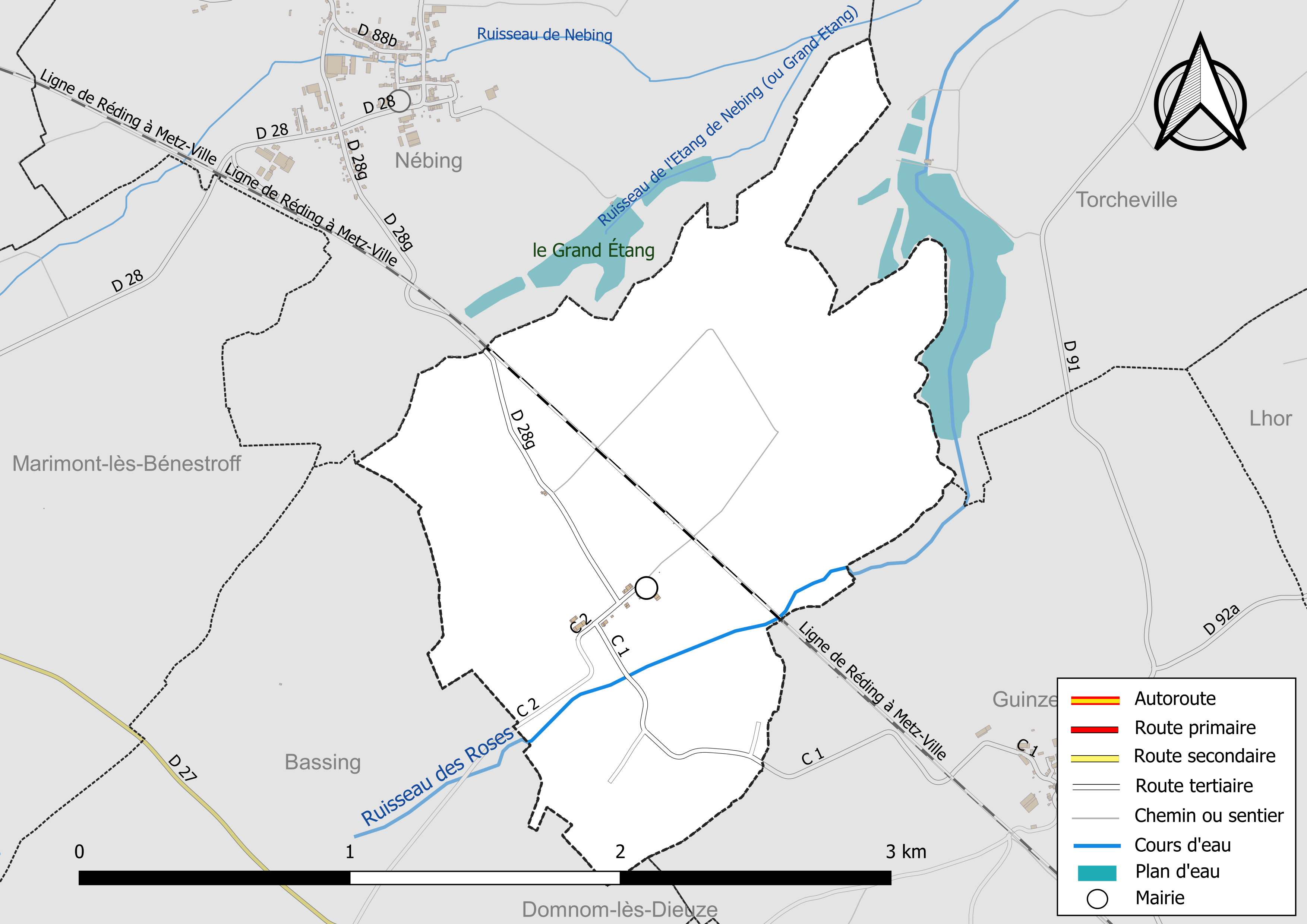
Réseaux hydrographique et routier de Molring.

La qualité du ruisseau des Roses peut être consultée sur un site spécial géré par les agences de l’eau et l’Agence française pour la biodiversité.

### Climat
Pour des articles plus généraux, voir Climat du Grand Est et Climat de la Moselle.
En 2010, le climat de la commune est de type climat des marges montargnardes, selon une étude du Centre national de la recherche scientifique s'appuyant sur une série de données couvrant la période 1971-2000. En 2020, Météo-France publie une typologie des climats de la France métropolitaine dans laquelle la commune est exposée à un climat semi-continental et est dans une zone de transition entre les régions climatiques « Lorraine, plateau de Langres, Morvan » et « Vosges ». 
Pour la période 1971-2000, la température annuelle moyenne est de 9,8 °C, avec une amplitude thermique annuelle de 17 °C. Le cumul annuel moyen de précipitations est de 941 mm, avec 11,9 jours de précipitations en janvier et 9,4 jours en juillet. Pour la période 1991-2020, la température moyenne annuelle observée sur la station météorologique de Météo-France la plus proche, « Rodalbe », sur la commune de Rodalbe à 9 km à vol d'oiseau, est de 10,6 °C et le cumul annuel moyen de précipitations est de 737,2 mm. 
La température maximale relevée sur cette station est de 38,7 °C, atteinte le 24 juillet 2019 ; la température minimale est de −18,1 °C, atteinte le 26 décembre 2010,,. 
Les paramètres climatiques de la commune ont été estimés pour le milieu du siècle (2041-2070) selon différents scénarios d'émission de gaz à effet de serre à partir des nouvelles projections climatiques de référence DRIAS-2020. Ils sont consultables sur un site spécial publié par Météo-France en novembre 2022.

## Urbanisme

### Typologie
Au 1er janvier 2024, Molring est catégorisée commune rurale à habitat très dispersé, selon la nouvelle grille communale de densité à sept niveaux définie par l'Insee en 2022.
Elle est située hors unité urbaine et hors attraction des villes,.

### Occupation des sols
L'occupation des sols de la commune, telle qu'elle ressort de la base de données européenne d’occupation biophysique des sols Corine Land Cover (CLC), est marquée par l'importance des forêts et milieux semi-naturels (56,6 % en 2018), en diminution par rapport à 1990 (59,6 %). La répartition détaillée en 2018 est la suivante : 
forêts (56,6 %), prairies (32 %), terres arables (8,9 %), zones agricoles hétérogènes (2,1 %), eaux continentales (0,4 %). L'évolution de l’occupation des sols de la commune et de ses infrastructures peut être observée sur les différentes représentations cartographiques du territoire : la carte de Cassini (XVIIIe siècle), la carte d'état-major (1820-1866) et les cartes ou photos aériennes de l'IGN pour la période actuelle (1950 à aujourd'hui).

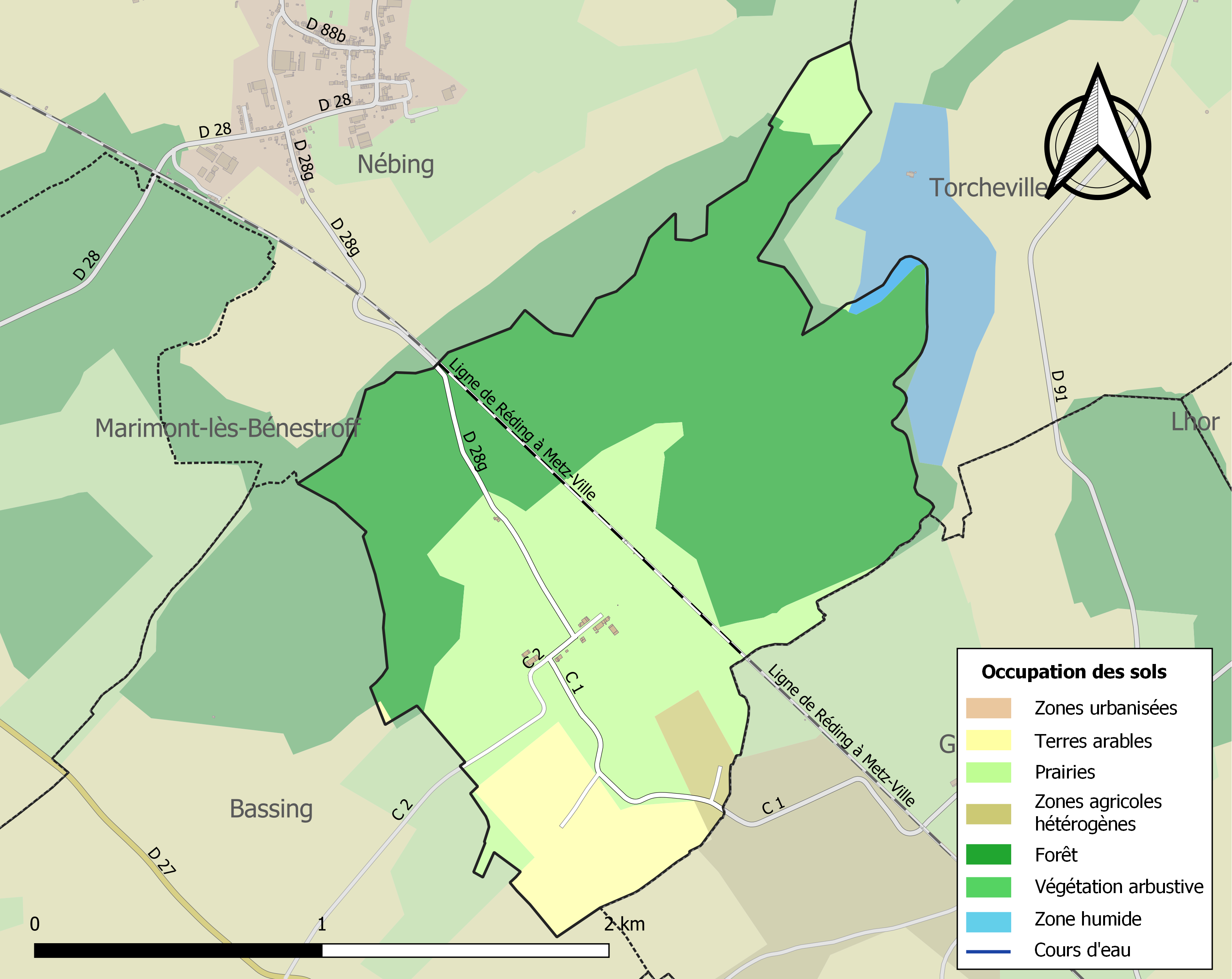
Carte des infrastructures et de l'occupation des sols de la commune en 2018 (CLC).

## Toponymie
Anciennes mentions, : Mollering (1304), Morlingen (1472), Moloringue (1699), Molring (1793), Molringen (1871-1918).
D'un nom de personne germanique (peut-être Madelherus) suivi du suffixe -ingen / -ing.

## Histoire
- Hameau détruit au XVe siècle
- Cité comme paroisse en 1361.
- En 1698, le duc de Lorraine fit reconstruire le village qui était abandonné.
- Relevait de la prévôté de Dieuze.

## Politique et administration
La commune vote en majorité pour le MPF puis pour DLF, avec 60 % en 2012, 50 % en 2017, 55,56 % en 2019 et 50,33 % en 2022 pour Nicolas Dupont-Aignan. Ces scores sont les plus hauts de France pour le parti. Le maire Maurice Bello est un proche de Nicolas Dupont-Aignan.
| Période                                  | Période  | Identité      | Étiquette | Qualité |
| ---------------------------------------- | -------- | ------------- | --------- | ------- |
| 1965                                     | En cours | Maurice Bello | DVD-DLF   |         |
| Les données manquantes sont à compléter. |          |               |           |         |

## Démographie
L'évolution du nombre d'habitants est connue à travers les recensements de la population effectués dans la commune depuis 1793. Pour les communes de moins de 10 000 habitants, une enquête de recensement portant sur toute la population est réalisée tous les cinq ans, les populations de référence des années intermédiaires étant quant à elles estimées par interpolation ou extrapolation. Pour la commune, le premier recensement exhaustif entrant dans le cadre du nouveau dispositif a été réalisé en 2007.

En 2022, la commune comptait 9 habitants, en évolution de +28,57 % par rapport à 2016 (Moselle : +0,52 %, France hors Mayotte : +2,11 %).
| 1793 | 1800 | 1806 | 1821 | 1831 | 1836 | 1841 | 1846 | 1851 |
| ---- | ---- | ---- | ---- | ---- | ---- | ---- | ---- | ---- |
| 80   | 95   | 108  | 95   | 91   | 86   | 90   | 95   | 94   |

| 1856 | 1861 | 1871 | 1875 | 1880 | 1885 | 1890 | 1895 | 1900 |
| ---- | ---- | ---- | ---- | ---- | ---- | ---- | ---- | ---- |
| 81   | 83   | 86   | 82   | 55   | 70   | 70   | 67   | 74   |

| 1905 | 1910 | 1921 | 1926 | 1931 | 1936 | 1946 | 1954 | 1962 |
| ---- | ---- | ---- | ---- | ---- | ---- | ---- | ---- | ---- |
| 82   | 52   | 43   | 35   | 34   | 29   | 36   | 31   | 25   |

| 1968 | 1975 | 1982 | 1990 | 1999 | 2006 | 2007 | 2012 | 2017 |
| ---- | ---- | ---- | ---- | ---- | ---- | ---- | ---- | ---- |
| 26   | 21   | 15   | 16   | 17   | 11   | 10   | 8    | 5    |

| 2022 | - | - | - | - | - | - | - | - |
| ---- | - | - | - | - | - | - | - | - |
| 9    | - | - | - | - | - | - | - | - |

## Culture locale et patrimoine

### Lieux et monuments
Commune sans église.

### Héraldique
| Blason de Molring | Blason  | Parti d'argent à la fasce de gueules et de gueules à trois bandes courbées d'argent.                                                                          |
| Blason de Molring | Détails | Reprend les armes de la châtellenie de Marimont et de la prévôté de Dieuze, desquelles dépendait le village. Le statut officiel du blason reste à déterminer. |